# La Casavella
la Casavella és un edifici a Granollers de Rocacorba (el Gironès) format per diferents cossos. El primer nucli és del segle xviii, de planta rectangular, planta baixa i tres pisos. A aquest cos, que és el més sobresortit del conjunt i sembla una torre de defensa, se li afegí un altre de planta baixa i un pis, perpendicular i tancant l'era. L'any 1926 s'afegí un nou habitatge (CASA NUEVA DE JUAN BUCHEDA NUGUÉ COMENSADA EL DIA 10 DE NOVIEMBRE DE XXXX I ACAVADA EL DIA 3 DE MARZO DE 1927) per la part del darrere de la torre. La torre té entrada per l'era, per porta de llinda planera gravada. La inscripció és difícil de llegir degut al mal estat: 17 / QA - ME FECIT FRANCECH ENCEÇA Y ES PUER PIEO. Les finestres dels pisos coincideixen amb la porta (la del primer podria haver estat un balcó). El cos lateral que tanca l'era és la pallissa i la quadra i es compon d'un seguit d'arcs de punt rodó, ara aixoplugats per un porxo posterior.